# Memorando de Sharm El Sheikh
El memorando de Sharm El Sheikh, cuyo nombre completo es Memorando de Sharm El Sheikh sobre la Implementación de un Calendario de Compromisos Clave y la Recuperación de las Negociaciones para un Acuerdo Permanente, fue un memorando firmado el 4 de septiembre de 1999 por el primer ministro de Israel Ehud Barak y el presidente de la OLP Yasser Arafat en la ciudad egipcia de Sharm el Sheij, supervisado por los Estados Unidos, que estaban representados por la Secretaria de Estado Madeleine Albright. También actuaron como testigos y cofirmantes del memorando el presidente egipcio Hosni Mubarak y el rey Abdalá de Jordania. El objetivo del memorando era servir de puente entre la fase del periodo interino y la del periodo permanente dentro la aplicación de los Acuerdos de Oslo, así como acelerar las negociaciones del estatus definitivo de la región.

## Objetivos
El objetivo del memorando era implementar los denominados Acuerdos de Oslo II, de septiembre de 1995, y ejecutar el resto de acuerdos firmados por la OLP e Israel desde septiembre de 1993: el Protocolo sobre Relaciones Económicas (1994), el Acuerdo Gaza-Jericó (1994), la Declaración de Washington (1994), el Acuerdo sobre la Transferencia de Poderes y Responsabilidades entre Israel y la OLP (1994); el Protocolo sobre Transferencias Adicionales de Poderes y Responsabilidades (1995) y el memorando de Wye River (1998). 
La Jewish Virtual Library resume el contenido del memorando de Sharm el-Sheikh de la siguiente manera:

En un esfuerzo para romper el punto muerto en el que se encontraban las negociaciones entre Israel y la Autoridad Nacional Palestina, las partes se reunieron en Sharm El Sheij ante la presencia de la Secretaria de Estado Albright, el presidente Mubarak y el rey Abdalá, y firmaron un acuerdo que exigía la retirada israelí de un 11% más de Cisjordania; la liberación de 350 presos palestinos; la apertura de pasos seguros entre Cisjordania y la Franja de Gaza; y la construcción de un puerto en Gaza. También había un calendario para las conversaciones sobre el estatus final de Jerusalén, las fronteras, los refugiados y los asentamientos. Un acuerdo marco sobre el estatus permanente (FAPS en sus siglas inglesas) debía cerrarse en febrero de 2000 y un acuerdo definitivo en septiembre de 2000.

## Plazos
El memorando fijaba fechas concretas para el desarrollo de las negociaciones y de las acciones derivadas de estas. Las negociaciones debían comenzar como mucho el 13 de septiembre de 1999, alcanzar un marco de acuerdo en un plazo de cinco meses y un acuerdo completo y definitivo en un plazo de un año. Las tropas israelíes debían reubicarse dentro de Cisjordania antes del 20 de enero de 2000. La construcción del puerto de Gaza daría comienzo el 1 de octubre de 1999. La calle Shuhada de Hebrón debía abrirse al tráfico de vehículos palestinos antes del 30 de octubre de 1999, mientras que el mercado local de esta ciudad palestina debía reabrirse antes del 1 de noviembre de ese mismo año.

## Contenido

### Reubicación
Ambas partes acordaron retomar las negociaciones para un Estatus definitivo a fin de lograr un Acuerdo de Estatus Permanente. Reafirmaron que las negociaciones sobre el Estatus Permanente irían encaminadas a la implementación de las resoluciones del Consejo de Seguridad de las Naciones Unidas 242 y 338. Ambas partes acuerdan intentar con esfuerzo y determinación la conclusión de un acuerdo marco y establecieron un calendario para lograr este objetivo.
Israel y Palestina acordaron una serie de reubicaciones del ejército israelí. Según los Acuerdos de Oslo, Cisjordania quedó provisionalmente dividida en tres áreas distintas: el área A, con control de administración y seguridad palestinos; el área B, con control administrativo palestino y militar israelí; y área C, con pleno control israelí. 
1. El 5 de septiembre de 1999, se transferiría un 7% del área C al área B.[1]
2. El 15 de noviembre de 1999, se transferiría un 2% del área B al área A y un 3% del área C al área B.[1]
3. El 20 de enero de 2000, se transferiría un 1% del área C al área A, y un 5,1% del área B al área A.[1]

### Liberación de presos palestinos
El memorando establece que el gobierno de Israel debía liberar a los presos que hubiesen cometido sus delitos antes del 13 de septiembre de 1993 y que fuesen arrestados antes del 4 de mayo de 1994. Se establecería un comité común para acordar los nombres de los liberados. El memorando preveía la liberación de 350 presos palestinos de cárceles israelíes en dos fases: 200 presos antes del 5 de septiembre y 150 antes del 8 de octubre de 1999. El gobierno israelí también debería tratar de liberar un número adicional de presos antes del siguiente ramadán.

### Zonas seguras de paso
Otra de las medidas adoptadas en el memorando era la creación de dos zonas seguras de paso entre la Franja de Gaza y Cisjordania. La primera de ellas, ubicada más al sur, se acordó el 5 de octubre y entró en efecto el 25 de octubre de 1999. Ambas partes deberían acordar la ubicación específica de la zona de paso segura septentrional antes del 5 de octubre de 1999. La construcción de las infraestructuras temporales necesarias para el paso septentrional comenzaría en no más de cuatro meses.

### Seguridad
En materia de seguridad, el memorando apela a ambas partes para que actúen de manera inmediata y efectiva contra cualquier tipo de terrorismo, violencia o incitación, ya sea por parte de israelíes o de palestinos. También establece una serie de obligaciones a la parte palestina relacionadas con la incautación de armas ilegales, el arresto de sospechosos de terrorismo y la creación y envío a Israel de una lista de policías palestinos para su posterior supervisión por parte de un comité autorizado.

### Puerto de Gaza
Ambas partes acuerdan facilitar y hacer posible la construcción de un puerto en la ciudad palestina de Gaza. Sin embargo, el puerto no empezaría a funcionar hasta que ambas partes no acordasen un protocolo de actuación que cubriese las necesidades de seguridad de la parte israelí. La parte israelí facilitará la llegada de barcos, materiales de construcción, equipamiento y cualquier otro recurso necesario para la construcción del puerto.

### Hebrón
La ciudad palestina de Hebrón es una de las cuestiones más espinosas del conflicto palestino-israelí, dado que contiene en su seno varios asentamientos con unos cientos de colonos judíos y una fuerte presencia militar israelí entre más de 200.000 habitantes palestinos. La calle Shuhada, que tradicionalmente había sido una de las calles comerciales más importantes de la ciudad, fue cerrada por completo a los palestinos tras la masacre de la Tumba de los Patriarcas de 1994, en la que un colono judío mató a 29 fieles palestinos en la Mezquita de Ibrahim.
El memorando establece que la calle Shuhada se volverá a abrir al tráfico de vehículos palestinos en dos fases, la primera de las cuales ya se había llevado a cabo, mientras que la segunda debía realizarse antes del 30 de octubre de 1999. El mercaco local, o Hasbahe, debía volver a abrirse al público antes del 1 de noviembre de 1999. Por último, se reuniría un Comité de Enlace Común para tratar los asuntos relacionados con la ciudad.

### Otras condiciones
Se establecerían varios comités para controlar las reubicaciones y el regreso a la vida civil. El memorando también declara que ninguna de las partes iniciaría o llevaría a cabo ningún paso que cambiase el estatus de Cisjordania y la Franja de Gaza de acuerdo con el Acuerdo Interino. Esta cláusula reconocía la necesidad de crear un entorno apropiado para las negociaciones.
Palestina e Israel también apelaron a la comunidad internacional de donantes para que aumentasen su apoyo financiero al desarrollo económico palestino y al proceso de paz israelí-palestino. Ambas partes entienden que las negociaciones de paz llevarán a la implementación de las resoluciones 242 y 338 del Consejo de Seguridad de las Naciones Unidas.